# انتخابات المؤتمر الوطني العام الليبي 2012
انتخابات المؤتمر الوطني العام عقدت في ليبيا في 7 يوليو 2012، بعد أن تم تأجيل الفترة من 19 يونيو. انتخب مرة واحدة، والمؤتمر الوطني العام سيعين رئيس الوزراء ومجلس الوزراء. كان في الأصل GNC التي ستحمل مع تعيين جمعية تأسيسية لوضع دستور ليبيا الجديد، ولكن المجلس الوطني الانتقالي أعلنت يوم 5 يوليو من شأنه أن بدلا الجمعية ينتخب مباشرة في وقت لاحق التاريخ.

## نظام الانتخابية
ونشرت مشروع قانون الانتخابات في 1 يناير 2012 على الموقع الإلكتروني للجنة الانتخابات الوطنية العليا، وبعد ذلك تم قبول تعليقات الجمهور. اقترح مشروع قانون انتخاب 200 ممثل، منهم على الأقل 10٪ من النساء ينبغي، ما لم أقل من 10٪ من المرشحين من النساء. ومنعت أعضاء المجلس الوطني الانتقالي وأعضاء حكومة القذافي، بما في ذلك الأقارب، من الترشح.
ألغت المشروع الثاني الكوتا النسائية وسمح المحلية NTC أعضاء المجلس لخوض الانتخابات، بل أيضا تغيير النظام الانتخابي من البلاد القائم على الدوائر الانتخابية وبعد المزيد من الاحتجاجات ضد القيود المفروضة على مزدوجي الجنسية وغيرها من القضايا، والإفراج عن تم تأجيل مرة أخرى على قانون الانتخابات إلى 28 يناير 2012. NTC سعى أيضا مدخلات منهاج المرأة الليبية من أجل السلام، الذي كان قد اقترح القانون البديل الانتخابية وانتقد مشروع الرسمية على أربع نقاط رئيسية تتعلق مزدوجي الجنسية، وعدم من الحصة المتاحة للمرأة، والتدابير المضادة غير كافية لمكافحة الفساد وخطر القبلية تحفيز تشكيل الحزب.[بحاجة لمصدر]
وأخيرا تمت صياغة قانون انتخابي جديد في 28-29 يناير 2012. فإن النظام الانتخابي يكون شكلا من أشكال التصويت بالتوازي مع ذلك، مع مقاعد الدائرة 64 (مع المرشحين المستقلين فقط) مقاعد وقائمة 136 لقوائم الأحزاب. سوف تضطر إلى قوائم المرشحين بالتناوب بين الذكور والإناث، في الواقع ضمان حصة للمرأة. تم تخفيض سن المطلوبة للترشح للانتخابات إلى 21 عاما، وسيتم السماح للمواطنين مزدوجي الجنسية في التصويت والترشح في الانتخابات. في وقت لاحق أدلى تغييرات أخرى، وتغيير النسبة إلى مقاعد الدائرة 120 و 80 مقاعد القائمة، ورد في محاولة للحد من نفوذ الإخوان مسلم في البرلمان الجديد. وسوف ينتخب مقاعد الدوائر الانتخابية 120 دائرة انتخابية من 69، في حين سيتم انتخاب المقاعد 80 في قائمة 20 دائرة انتخابية.

### تسجيل الناخبين
وكان تسجيل الناخبين، والأحزاب المشاركة في الانتخابات والمرشحين المستقلين التي بدأت في 1 مايو، والمقرر أن تنتهي في 14 مايو ايار. ومع ذلك، بعد دعوة لمقاطعة عملية من قبل مجلس برقة، التي تسعى لاستقلال أجزاء من شرق ليبيا حول مدينة بنغازي، تم تمديد الموعد النهائي حتى 21 مايو. وفي المجموع 2865937 ناخب، أو 80 ٪ من الناخبين 3000000 حتي 3500000 المقدرة، سجلت للانتخابات. وأشرف على عملية التسجيل من قبل بعثة الأمم المتحدة لتقديم الدعم في ليبيا.
وقالت جماعات، مثل النازحين التاورغائيين، الذين اتهموا بدعم القذافي، أن الانتخابات كانت غير مجدية كما أنها مهمشة. وأضافوا أن تسجيل الناخبين كان صعبا. ومع ذلك، حوالي 90 في المائة من الذين يعيشون في مخيم أقيم لهم في أكاديمية الدراسات البحرية بجنزور سجلوا في التصويت.